# 万泉河路 (合肥)
万泉河路，安徽省合肥市滨湖新区的一条东西向道路，得名自海南岛第三大河万泉河。道路东起南淝河路，经多条南北向主干道后，止于 京台高速东侧的玉龙路。沿路有合肥实验学校滨湖校区、合肥市第四十八中学滨湖校区、合肥师范附小三小、合肥滨湖办公服务区等。